# St.-Dionysius-Kirche (Asel)

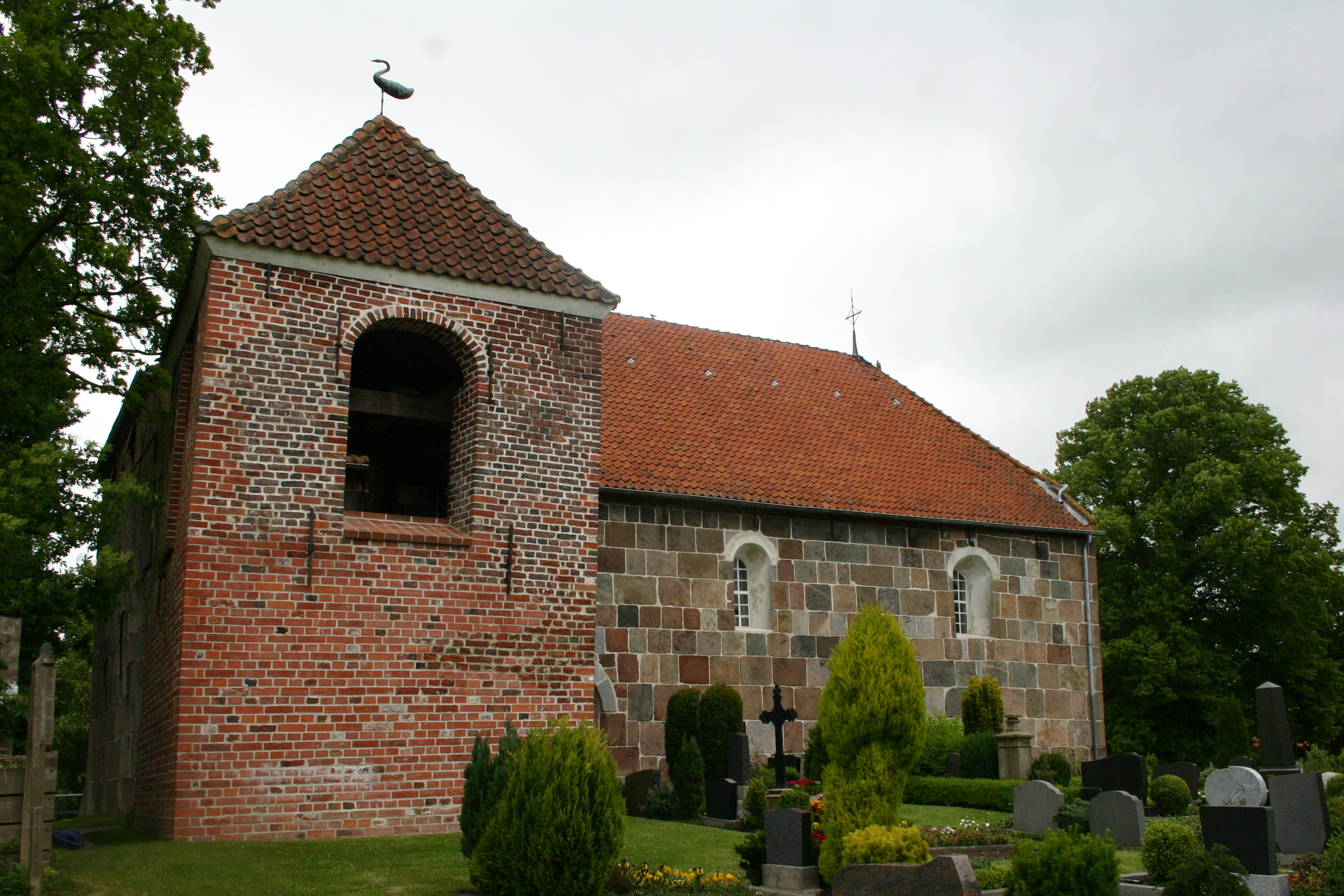
St.-Dionysius-Kirche

Die evangelisch-lutherische St.-Dionysius-Kirche in Asel, einem Ortsteil von Wittmund, wurde um 1200 als romanische Saalkirche aus Granitquadern erbaut.

## Geschichte
Im 13. Jahrhundert unterstand Asel dem Archidiakonat des Domdekans in Bremen und gehörte wohl zum Sendkirchenbereich von Jever. Ab 1420 war die Kirchengemeinde Asel Filial der Sendkirche in Wittmund.
Die flachgedeckte Kirche wurde um 1200 als Rechteck-Einraumkirche auf einer Warft gebaut. Die bunten Quadergranitsteine sind an drei Seiten erhalten und prägen das romanische Gotteshaus. An den ungegliederten Längsseiten finden sich je drei hoch sitzende Rundbogenfenster mit Trichterlaibungen; das südliche Rundbogenportal ist heute zugemauert. Nicht erhalten ist die ursprüngliche Apsis. Seit 1825 weist die Ostwand einen geraden Abschluss auf, wobei man die alten Steine wiederverwendete und zwei größere Fenster schuf. Im Jahr 1661 wurde der frei stehende Glockenturm aus Backsteinen neu errichtet. Die von Ghert Klinghe gegossene Betglocke datiert von 1454. 1825 wurde die Kirche auf 22 Meter Länge und 11 Meter Breite verkleinert. Im Zuge einer Renovierung wurden die Sitzbänke durch Stühle ersetzt. Heute umfasst die Kirchengemeinde etwa 350 Mitglieder und ist damit eine der kleinsten im Harlingerland.

## Innenausstattung

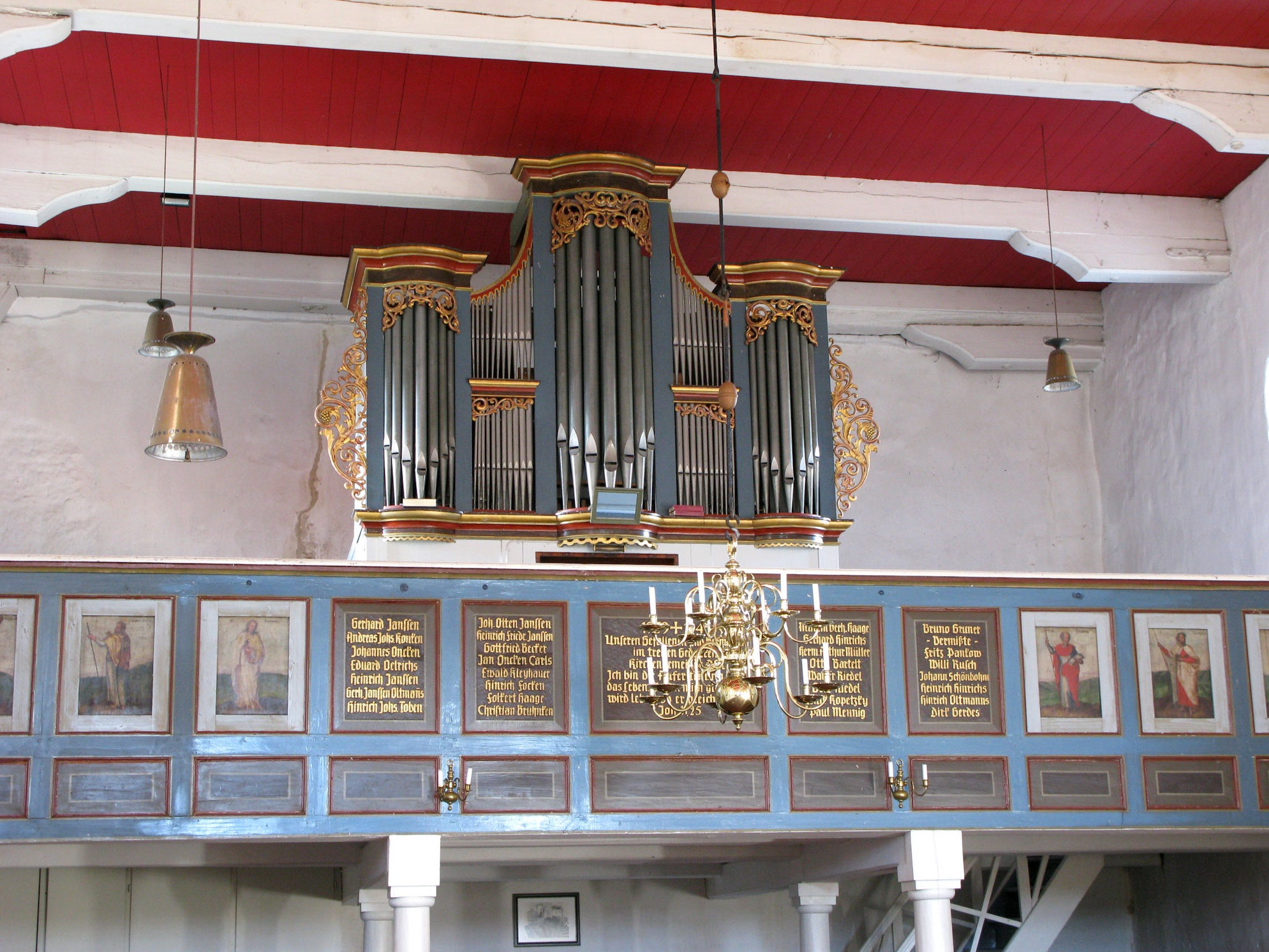
Janssen-Orgel (1856)

Das Kircheninnere ist schlicht gestaltet und wird von einer flachen Balkendecke abgeschlossen. Claes Röttger schuf 1608 die Kanzel, deren Malereien aus dem Jahr 1752 stammen.
Der Altaraufsatz aus dem 17. Jahrhundert ist als fünfteiliger Schriftaltar gestaltet.
Über dem Taufbecken hängt ein barocker Taufengel von 1752/53 von David Benjamin Opitz.
Die Orgel wurde 1855/56 von Gerd Sieben Janssen mit sieben Registern auf einem Manual mit angehängtem Pedal erbaut und 1953 von der Orgelbaufirma Alfred Führer klanglich umgestaltet und um ein selbstständiges Pedal mit zwei Registern erweitert. So verfügt sie heute über neun Register. Besonders wertvoll ist der original erhaltene, stilistisch noch spätbarocke Prospekt. Allerdings sind die Prospektpfeifen nicht erhalten. Nur drei Register gehen noch teilweise auf Janssen zurück.